# Prodecatoma nigra
Prodecatoma nigra is een vliesvleugelig insect uit de familie Eurytomidae. De wetenschappelijke naam is voor het eerst geldig gepubliceerd in 1904 door Ashmead.